# Rajd Tatr 1980
Rajd Tatr 1980 (12. Int. Rallye Tatry 1980) – 12. edycja rajdu samochodowego Rajd Tatr rozgrywanego w Czechosłowacji. Rozgrywany był od 13 do 15 września 1980 roku. Rajd był szóstą rundą Rajdowego Pucharu Pokoju i Przyjaźni w roku 1980. Podczas rajdu na 26 odcinku specjalnym rozbił się samochód marki Lada VAZ 21011 z numerem 29 w wyniku czego jego kierowca Bułgar Todor Poptoschev zmarł.

## Klasyfikacja rajdu
| Miejsce                | Kierowca               | Pilot                  | Samochód               | Czas                   | Strata                 |                        |
| Klasyfikacja generalna | Klasyfikacja generalna | Klasyfikacja generalna | Klasyfikacja generalna | Klasyfikacja generalna | Klasyfikacja generalna | Klasyfikacja generalna |
| ---------------------- | ---------------------- | ---------------------- | ---------------------- | ---------------------- | ---------------------- | ---------------------- |
| 1.                     | Jiří Šedivý            | Jiří Janeček           | Škoda 130 RS           | 4:14:27                | -                      |                        |
| 2.                     | Leo Pavlík             | Bořivoj Motl           | Renault 5 Alpine       | 4:15:30                | +1:03                  |                        |
| 3.                     | Nikołaj Bolszych       | Igor Bolszych          | Lada VAZ 21011         | 4:17:51                | +3:24                  |                        |
| 4.                     | Eedo Raide             | Georg Valdek           | Lada VAZ 21011         | 4:33:17                | +18:50                 |                        |
| 5.                     | Cyril Pacala           | Daniel Jantošík        | Škoda 130 RS           | 4:38:24                | +23:57                 |                        |
| 6.                     | Georgi Petrow          | Iwan Tonew             | Lada VAZ 21011         | 4:41:54                | +27:27                 |                        |
| 7.                     | Dieter Heimbürger      | Roland Weitz           | Wartburg 353 W         | 4:41:56                | +27:29                 |                        |
| 8.                     | Hans-Ulrich Sonntag    | Carl-Ulrich Karsten    | Wartburg 353           | 4:42:44                | +28:17                 |                        |
| 9.                     | Karel Žahour           | Jiří Bujárek           | Škoda 130 RS           | 4:42:55                | +28:28                 |                        |
| 10.                    | Klaus-Dieter Schulze   | Bernd von Nessen       | Lada VAZ 21011         | 4:44:28                | +30:01                 |                        |
| Klasyfikacja RPPiP     |                        |                        |                        |                        |                        |                        |
| 1.                     | Jiří Šedivý            | Jiří Janeček           | Škoda 130 RS           | 4:14:27                | -                      |                        |
| 2.                     | Nikołaj Bolszych       | Igor Bolszych          | Lada VAZ 21011         | 4:17:51                | +3:24                  |                        |
| 3.                     | Eedo Raide             | Georg Valdek           | Lada VAZ 21011         | 4:33:17                | +18:50                 |                        |
| 4.                     | Cyril Pacala           | Daniel Jantošík        | Škoda 130 RS           | 4:38:24                | +23:57                 |                        |
| 5.                     | Georgi Petrow          | Iwan Tonew             | Lada VAZ 21011         | 4:41:54                | +27:27                 |                        |
| 6.                     | Dieter Heimbürger      | Roland Weitz           | Wartburg 353 W         | 4:41:56                | +27:29                 |                        |
| 7.                     | Hans-Ulrich Sonntag    | Carl-Ulrich Karsten    | Wartburg 353           | 4:42:44                | +28:17                 |                        |
| 8.                     | Karel Žahour           | Jiří Bujárek           | Škoda 130 RS           | 4:42:55                | +28:28                 |                        |
| 9.                     | Klaus-Dieter Schulze   | Bernd von Nessen       | Lada VAZ 21011         | 4:44:28                | +30:01                 |                        |